# Österreichisches Institut für Europäische Rechtspolitik

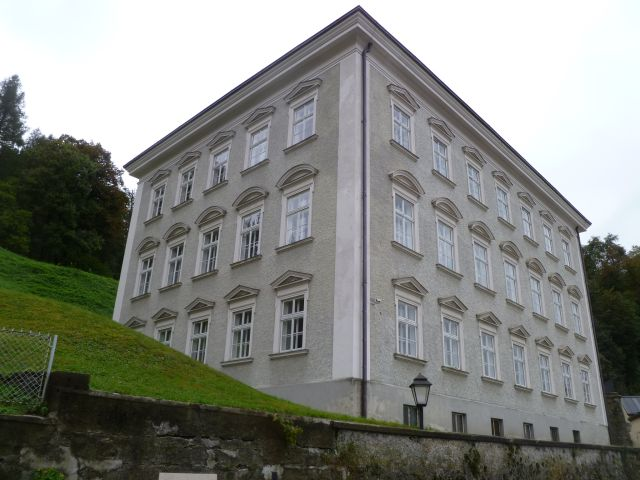
Edith-Stein Haus mit Büros des ÖIER

Das Österreichische Institut für Europäische Rechtspolitik (ÖIER, englisch Austrian Institute for European Law and Policy) ist ein unabhängiges Forschungsinstitut für Rechtspolitik mit Standorten in Salzburg und Wien. Forschungsschwerpunkte des Instituts sind seit 2008 rechtspolitische Fragen in Europa, insbesondere zu Themen der Demokratie und Bürgerrechte in der Europäischen Union. Geleitet wird das Institut von Johannes W. Pichler.

## Geschichte

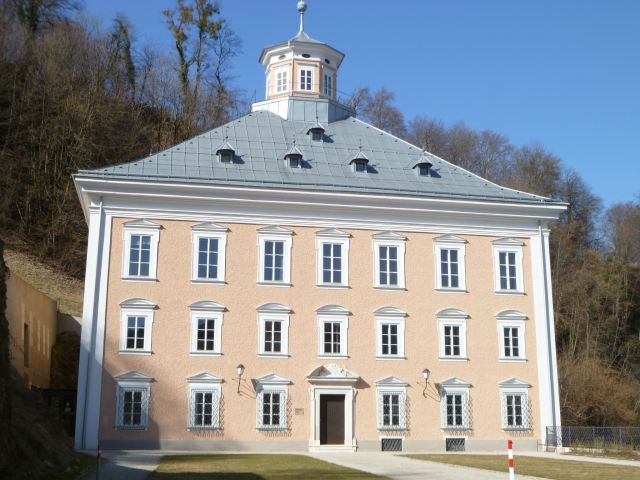
Forschungszentrum Edmundsburg, heute Sitz des Salzburg Centre of European Union Studies und Tagungsort des Instituts

1989 wurde das Österreichisches Institut für Rechtspolitik gegründet und wurde ursprünglich vom österreichischen Wissenschaftsministerium, vom Land Salzburg und der Erzdiözese Salzburg getragen. In Salzburg hat das Institut seinen Sitz in unmittelbarer Nähe zum Österreichischen Institut für Menschenrechte, zum Internationalen Forschungszentrum für Grundfragen der Wissenschaften und zum Salzburg Center of European Union Studies auf der Edmundsburg. Frühere Forschungsschwerpunkte des Instituts waren Rechtsakzeptanz, Rechtssicherheit im Internet, Familien- und Eherecht, Gesundheitsversicherungsrecht, Arbeitsrecht, Jugendrecht und Patientenrechte. Das Institut organisiert regelmäßige wissenschaftliche Fachkonferenzen und ist Herausgeber der Buchreihe Schriften zur Rechtspolitik.
Seit 2008 legt das ÖIER seinen Forschungsschwerpunkt auf Bürgerbeteiligung und Bürgerrechte auf EU-Ebene und begleitete in diesem Rahmen die Einführung der Europäischen Bürgerinitiative.
Seit 2014 wird das Institut vom österreichischen Wissenschaftsministerium, vom österreichischen Bundeskanzleramt und von der Universität Graz getragen.